# Odense Tugthus
Odense Tugt- og Manufakturhus i Klaregade i Odense, blev opført i 1752 og fungerede som straffe- og tvangsarbejdsanstalt for fattigfolk fra hele Fyn. Tugthuset i Odense blev sammen med tugthusene i Stege, Viborg og København opført af kong Frederik V med det formål at fattige og udstødte skulle indespærres og tvangsarbejde for føden. Tugthuset i Odense er det eneste af de fire, der stadig står i dag.
Bygningen huser i dag Odense Kommunes Ældre- og Handicapforvaltning.